# Lijst van civil parishes in Cornwall
Onderstaande lijst bevat alle civil parishes in het Engelse ceremoniële graafschap Cornwall.
1. Advent
2. Altarnun
3. Antony
4. Blisland
5. Boconnoc
6. Bodmin
7. Botusfleming
8. Boyton
9. Breage
10. Broadoak
11. Bryher
12. Bude-Stratton
13. Budock
14. Callington
15. Calstock
16. Camborne
17. Camelford
18. Cardinham
19. Carharrack
20. Carn Brea
21. Chacewater
22. Colan
23. Constantine
24. Crantock
25. Crowan
26. Cubert
27. Cuby
28. Cury
29. Davidstow
30. Deviock
31. Dobwalls and Trewidland
32. Duloe
33. Egloshayle
34. Egloskerry
35. Falmouth
36. Feock
37. Forrabury and Minster
38. Fowey
39. Germoe
40. Gerrans
41. Grade-Ruan
42. Grampound with Creed
43. Gunwalloe
44. Gweek
45. Gwennap
46. Gwinear-Gwithian
47. Hayle
48. Helland
49. Helston
50. Illogan
51. Jacobstow
52. Kea
53. Kenwyn
54. Kilkhampton
55. Ladock
56. Landewednack
57. Landrake with St. Erney
58. Landulph
59. Laneast
60. Lanhydrock
61. Lanivet
62. Lanlivery
63. Lanner
64. Lanreath
65. Lansallos
66. Lanteglos
67. Launcells
68. Launceston
69. Lawhitton Rural
70. Lesnewth
71. Lewannick
72. Lezant
73. Linkinhorne
74. Liskeard
75. Looe
76. Lostwithiel
77. Ludgvan
78. Luxulyan
79. Mabe
80. Madron
81. Maker-with-Rame
82. Manaccan
83. Marazion
84. Marhamchurch
85. Mawgan-in-Meneage
86. Mawgan-in-Pydar
87. Mawnan
88. Menheniot
89. Mevagissey
90. Michaelstow
91. Millbrook
92. Morvah
93. Morval
94. Morwenstow
95. Mullion
96. Mylor
97. Newquay
98. North Hill
99. North Petherwin
100. North Tamerton
101. Otterham
102. Padstow
103. Paul
104. Pelynt
105. Penryn
106. Penzance
107. Perranarworthal
108. Perranuthnoe
109. Perranzabuloe
110. Philleigh
111. Pillaton
112. Porthleven
113. Portreath
114. Poundstock
115. Probus
116. Quethiock
117. Redruth
118. Roche
119. Ruanlanihorne
120. Saltash
121. Sancreed
122. Sennen
123. Sheviock
124. Sithney
125. South Hill
126. South Petherwin
127. St. Agnes (Scilly-eilanden)
128. St. Agnes (Cornwall)
129. St. Allen
130. St. Anthony-in-Meneage
131. St Austell Bay
132. St. Blaise
133. St. Breock
134. St. Breward
135. St. Buryan
136. St. Cleer
137. St. Clement
138. St. Clether
139. St. Columb Major
140. St. Day
141. St. Dennis
142. St. Dominick
143. St. Endellion
144. St. Enoder
145. St. Erme
146. St. Erth
147. St. Ervan
148. St. Eval
149. St. Ewe
150. St. Gennys
151. St. Germans
152. St. Gluvias
153. St. Goran
154. St. Hilary
155. St. Issey
156. St. Ive
157. St. Ives
158. St. John
159. St. Juliot
160. St. Just
161. St. Just-in-Roseland
162. St. Keverne
163. St. Kew
164. St. Keyne
165. St. Levan
166. St. Mabyn
167. St. Martin-by-Looe
168. St. Martin-in-Meneage
169. St. Martin's
170. St. Mary's
171. St. Mellion
172. St. Merryn
173. St. Mewan
174. St. Michael Caerhays
175. St. Michael Penkevil
176. St. Michael's Mount
177. St. Minver Highlands
178. St. Minver Lowlands
179. St. Neot
180. St. Newlyn East
181. St. Pinnock
182. St. Sampson
183. St. Stephen-in-Brannel
184. St. Stephens by Launceston Rural
185. St. Teath
186. St. Thomas the Apostle Rural
187. St. Tudy
188. St. Veep
189. St. Wenn
190. St. Winnow
191. Stithians
192. Stokeclimsland
193. Tintagel
194. Torpoint
195. Towednack
196. Tregoney
197. Tremaine
198. Treneglos
199. Tresco
200. Tresmeer
201. Trevalga
202. Treverbyn
203. Trewen
204. Truro
205. Tywardreath and Par
206. Veryan
207. Wadebridge
208. Warbstow
209. Warleggan
210. Week St. Mary
211. Wendron
212. Werrington
213. Whitstone
214. Withiel
215. Zennor